# Певец в Маске (Бразилия)
«Певец в маске Бразилия» (англ. The Masked Singer Brazil) — бразильское реалити-шоу, премьера которого состоялась на телеканале TV Globo 10 Августа 2021 года. Это часть франшизы «Певец в маске», которая началась в Южной Корее, и в ней знаменитости поют песни, одетые в костюмы и маски, скрывающие их личность. Ведущая Ивечи Сангалу, в программе участники дискуссии угадывают личности знаменитостей, интерпретируя подсказки, предоставляемые им на протяжении каждого сезона. Члены жюри появляются в каждом эпизоде и голосуют вместе со зрителями за своего любимого певца после всех выступлений. Наименее популярные устраняются, снимая маску и раскрывая свою личность.
Чтобы их личности не были раскрыты до выхода в эфир каждого предварительно записанного эпизода, программа широко использует кодовые имена, маскировку, соглашения о неразглашении и команду охранников. Производственной группе не рекомендуется пользоваться телефонами во время съёмок, а зрители студии проходят через металлоискатель. Доставать телефоны во время съёмок строго запрещено.

## Производство
Идея проекта взята у южнокорейского телешоу King of Mask Singer, премьера которого состоялась в феврале 2015 года. В 2019 году шоу было адаптировано в таких странах, как США, Мексика и Германия, а в начале 2021-го английский бразильский телеканал TV Globo сообщил, что на стадии подготовки находится бразильская адаптация этого телешоу с датой премьеры 1 сезона 10 Августа 2021 года. Ведущей проекта была назначена бразильская певица и актриса Ивечи Сангалу.
Шоу имело неимоверный успех, и уже через некоторое время после финала 1 сезона TV Globo сообщил, что проект продлён на 2 сезон.
Всего у шоу вышло 4 Сезона. 5 сезон был анонсирован в Июне 2024-го года с датой премьеры в 2025 году. Также стало известно, что ведущая первых 4-х сезонов, Ивечи Сангалу, не вернётся в новый сезон на роль ведущей и её место займёт певица и актриса Eliana.

## Правила
Правила первых 3-х сезонов Бразильского Певца в Маске полностью идентичны правилам Британского Певца в Маске : есть 2 группы : A и B (в каждой из них равное количество масок) по нечётным эпизодам (1,3) выступают маски группы А, по чётным (2,4) выступают маски группы B, а в 5 эпизоде все участники объеденяются в 1 группу. В финал проходят 3 сильнейшие маски. 
В 4 сезоне правила изменились - теперь групп стало 3 (A, B и C), а объединение проходит на 2 эпизода позже, в 7 эпизоде.    

## Список Сезонов
| Сезон | Кол-во Участников | Кол-во Эпизодов | Выходит(ил) в эфир                | 1-е место                | 2-е место                  | 3-е место               |
| ----- | ----------------- | --------------- | --------------------------------- | ------------------------ | -------------------------- | ----------------------- |
| 1     | 12                | 9               | 10 Августа 2021 - 19 Октября 2021 | Priscilla - Единорог     | Николас Праттес - Монстр   | Крис Вианна - Ара       |
| 2     | 16                | 13              | 23 Января 2022 - 24 Апреля 2022   | Дэвид Джуниор - Дракон   | Тиагу Фрагозу - Хамелеон   | Люси Алвес - Лев        |
| 3     | 14                | 12              | 22 Января 2023 - 9 Апреля 2023    | Flay - Водяная Лилия     | Лариса Луз - Королева Пчёл | Xamã - Петух            |
| 4     | 12                | 12              | 21 Января 2024 - 7 Апреля 2024    | Сильверо Перейра - Козёл | Людмила Аньос - Ленивец    | Эвелин Кастро - Русалка |

## 1 Сезон
Премьера 1 Сезона телепроекта «Певец в Маске Бразилия» состоялась на телеканале TV Globo 10 Августа 2021 года. Финал состоялся 19 Октября того же года. Ведущей проекта была назначена певица и актриса Ивечи Сангалу. Членами жюри были назначены актриса и модель Таис Араужо, комик и телеведущий Эдуардо Стерблитч, актер и режиссер Родриго Ломбарди и певица и автор песен Симона Мендес. 
Список Участников :
| Персонаж       | Знаменитость       | Профессия              | Эпизоды | Эпизоды | Эпизоды | Эпизоды | Эпизоды | Эпизоды | Эпизоды | Эпизоды | Эпизоды |
| Персонаж       | Знаменитость       | Профессия              | 1       | 2       | 3       | 4       | 5       | 6       | 7       | 8       | 9       |
| -------------- | ------------------ | ---------------------- | ------- | ------- | ------- | ------- | ------- | ------- | ------- | ------- | ------- |
| Единорог       | Priscilla          | певица, автор песен    |         |         |         |         |         |         |         |         |         |
| Монстр         | Николас Праттес    | актер, певец           |         |         |         |         |         |         |         |         |         |
| Ара            | Крис Вианна        | актриса, модель        |         |         |         |         |         |         |         |         |         |
| Зеркальный Кот | Жесика Эллен       | актриса, композитор    |         |         |         |         |         |         |         |         |         |
| Аллигатор      | Mart'nália         | певица, автор песен    |         |         |         |         |         |         |         |         |         |
| Астронавт      | Сержау Лороза      | актер, комик           |         |         |         |         |         |         |         |         |         |
| Подсолнух      | Сандра де Са       | певица, автор песен    |         |         |         |         |         |         |         |         |         |
| Ягуар          | Алешандри Боржис   | актер, продюсер        |         |         |         |         |         |         |         |         |         |
| Шаман          | Marrone            | певец, композитор      |         |         |         |         |         |         |         |         |         |
| Пальма         | Марселиньо Кариока | футболист, спортсмен   |         |         |         |         |         |         |         |         |         |
| Конфета        | Рената Серибелли   | телеведущая, журналист |         |         |         |         |         |         |         |         |         |
| Хот-Дог        | Сидни Магаль       | певец, танцор          |         |         |         |         |         |         |         |         |         |

 Участник стал победителем шоу
 Участник занял второе место
 Участник занял третье место
 Участник прошёл дальше
 Участник стал номинантом на выбывание, но остался в шоу
 Участник покинул шоу и раскрыл свою личность
 Участник не принимал участие в этом эпизоде

## 2 Сезон
Премьера 2 Сезона телепроекта «Певец в Маске Бразилия» состоялась на телеканале TV Globo 23 Января 2022 года. Финал состоялся 24 Апреля того же года. Ивечи Сангалу, Таис Араужо, Эдуардо Стерблитч и Родриго Ломбарди вернулись на роли ведущей и членов жюри. 
Симона Мендес не смогла вернуться на роль члена жюри и была заменена телеведущей и комедианткой Татой Вернек.
Также в этом сезоне впервые появляется дуэт масок (Бандиты - MC Guimê и Lexa) и маски-вайлдкарты, которые присоединяются к обычным маскам ближе к середине сезона, а не в начале. Маски-вайлдкарты будут помечены как (ВД).
Список Участников :
| Персонаж    | Знаменитость      | Профессия              | Эпизоды | Эпизоды | Эпизоды | Эпизоды | Эпизоды | Эпизоды | Эпизоды | Эпизоды | Эпизоды | Эпизоды | Эпизоды | Эпизоды | Эпизоды |
| Персонаж    | Знаменитость      | Профессия              | 1       | 2       | 3       | 4       | 5       | 6       | 7       | 8       | 9       | 10      | 11      | 12      | 13      |
| ----------- | ----------------- | ---------------------- | ------- | ------- | ------- | ------- | ------- | ------- | ------- | ------- | ------- | ------- | ------- | ------- | ------- |
| Дракон      | Дэвид Джуниор     | актер, режиссер        |         |         |         |         |         |         |         |         |         |         |         |         |         |
| Хамелеон    | Тиагу Фрагозу     | актер, продюсер        |         |         |         |         |         |         |         |         |         |         |         |         |         |
| Лев (ВД)    | Люси Алвес        | певица, автор песен    |         |         |         |         |         |         |         |         |         |         |         |         |         |
| Ананас      | Изабель Филлардис | актриса, модель        |         |         |         |         |         |         |         |         |         |         |         |         |         |
| Бандиты     | MC Guimê          | певцы                  |         |         |         |         |         |         |         |         |         |         |         |         |         |
| Бандиты     | Lexa              | певцы                  |         |         |         |         |         |         |         |         |         |         |         |         |         |
| Павлин      | Негра Ли          | певица, танцовщица     |         |         |         |         |         |         |         |         |         |         |         |         |         |
| Бабочка     | Таэме Мариото     | певица, автор песен    |         |         |         |         |         |         |         |         |         |         |         |         |         |
| Краб        | Алина Вирли       | актриса, певица        |         |         |         |         |         |         |         |         |         |         |         |         |         |
| Собака (ВД) | Amaral            | футболист, спортсмен   |         |         |         |         |         |         |         |         |         |         |         |         |         |
| Медведь     | Диана дос Сантос  | спортсменка, гимнастка |         |         |         |         |         |         |         |         |         |         |         |         |         |
| Робот       | Хуан Пайва        | актер, сценарист       |         |         |         |         |         |         |         |         |         |         |         |         |         |
| Яйцо        | Элоиза Периссе    | актриса, писатель      |         |         |         |         |         |         |         |         |         |         |         |         |         |
| Дельфин     | Бето Барбоза      | певец, танцор          |         |         |         |         |         |         |         |         |         |         |         |         |         |
| Байкер      | Летисия Колин     | актриса, певица        |         |         |         |         |         |         |         |         |         |         |         |         |         |
| Малыш       | Дуду Нобре        | певец, композитор      |         |         |         |         |         |         |         |         |         |         |         |         |         |
| Роза        | Gretchen          | певица, телеведущая    |         |         |         |         |         |         |         |         |         |         |         |         |         |

 Участник стал победителем шоу
 Участник занял второе место
 Участник занял третье место
 Участник прошёл дальше
 Участник стал номинантом на выбывание, но остался в шоу
 Участник покинул шоу и раскрыл свою личность
 Участник не принимал участие в этом эпизоде
 Участник снял маску сам с себя и покинул шоу

## 3 Сезон
Премьера 3 Сезона телепроекта «Певец в Маске Бразилия» состоялась на телеканале TV Globo 22 Января 2023 года. Финал состоялся 9 Апреля того же года. Ивечи Сангалу, Таис Араужо и Эдуардо Стерблитч вернулись на роли ведущей и членов жюри. 
Родриго Ломбарди и Тата Вернек не смогли вернуться на роли членов жюри и были заменены телеведущей и актрисой Сабриной Сато и актером и сценаристом Матеусом Солано. 
Также в этом сезоне впервые появляется трио масок (Кактусы - Патриция Маркс, Сильвиньо Блау-Блау и Розана Файнго).
Также в этом сезоне впервые появляется участник-ивалид (Цирк - Фернандо Фернандес)
Список Участников :
| Персонаж          | Знаменитость        | Профессия              | Эпизоды | Эпизоды | Эпизоды | Эпизоды | Эпизоды | Эпизоды | Эпизоды | Эпизоды | Эпизоды | Эпизоды | Эпизоды | Эпизоды |
| Персонаж          | Знаменитость        | Профессия              | 1       | 2       | 3       | 4       | 5       | 6       | 7       | 8       | 9       | 10      | 11      | 12      |
| ----------------- | ------------------- | ---------------------- | ------- | ------- | ------- | ------- | ------- | ------- | ------- | ------- | ------- | ------- | ------- | ------- |
| Водяная Лилия     | Flay                | певица, инфлюенсер     |         |         |         |         |         |         |         |         |         |         |         |         |
| Королева Пчёл     | Лариса Луз          | певица, автор песен    |         |         |         |         |         |         |         |         |         |         |         |         |
| Петух             | Xamã                | рэп-исполнитель, певец |         |         |         |         |         |         |         |         |         |         |         |         |
| Черепаха          | Нанда Коста         | актриса, сценарист     |         |         |         |         |         |         |         |         |         |         |         |         |
| Динозавр          | Мано Вальтер        | певец, композитор      |         |         |         |         |         |         |         |         |         |         |         |         |
| Сова              | Бабу Сантана        | актер, певец           |         |         |         |         |         |         |         |         |         |         |         |         |
| Капибара          | Соланж Коуту        | актриса, телеведущая   |         |         |         |         |         |         |         |         |         |         |         |         |
| Фильтр для Воды   | Richarlyson         | футболист, спортсмен   |         |         |         |         |         |         |         |         |         |         |         |         |
| Кактусы           | Патриция Маркс      | певцы                  |         |         |         |         |         |         |         |         |         |         |         |         |
| Кактусы           | Сильвиньо Блау-Блау | певцы                  |         |         |         |         |         |         |         |         |         |         |         |         |
| Кактусы           | Розана Файнго       | певцы                  |         |         |         |         |         |         |         |         |         |         |         |         |
| Ромео и Джульетта | Tatau               | певец, композитор      |         |         |         |         |         |         |         |         |         |         |         |         |
| Ромео и Джульетта | Эммануэль Араужо    | актриса, певица        |         |         |         |         |         |         |         |         |         |         |         |         |
| Цирк              | Фернандо Фернандес  | спортсмен, телеведущий |         |         |         |         |         |         |         |         |         |         |         |         |
| Кукуруза          | Марсело Серрадо     | актер, сценарист       |         |         |         |         |         |         |         |         |         |         |         |         |
| Брокколи          | Эрика Жануза        | актриса, модель        |         |         |         |         |         |         |         |         |         |         |         |         |
| Кролик            | Пауло Бети          | актер, продюсер        |         |         |         |         |         |         |         |         |         |         |         |         |

 Участник стал победителем шоу
 Участник занял второе место
 Участник занял третье место
 Участник прошёл дальше
 Участник стал номинантом на выбывание, но остался в шоу
 Участник покинул шоу и раскрыл свою личность
 Участник не принимал участие в этом эпизоде

## 4 Сезон
Премьера 4 Сезона телепроекта «Певец в Маске Бразилия» состоялась на телеканале TV Globo 21 Января 2024 года. Финал состоялся 7 Апреля того же года. Ивечи Сангалу и Таис Араужо и Сабрина Сато вернулись на роли ведущей и членов жюри. 
Эдуардо Стерблитч и Матеус Солано не смогли вернуться на роли членов жюри и были заменены актером и сценаристом Жозе Лорето и комиком и телеведущим Паоло Виейра.
Был представлен так называемый "Колокол Спасения" - Колокол, с помощью которого любой член жюри может спасти маску от исключения, но, в отличие от Американского Певца в Маске, в котором впервые дебютирует Колокол, здесь его можно использовать без ограничений в каждом эпизоде.
Была представлена новая механика, с помощью которой маска, находясь под угрозой вылета, может спасти сама себя, но для этого ей нужно угадать личность таинственного аватара. Если маска угадает личность аватара, то спасается от исключения, если не угадала, то покидает шоу.
Также в этом сезоне впервые появляется маска, в которой скрывался не обычный человек, а мультяшный персонаж (Малыш Пришелец - Лоуро Мане).
Список Участников :
| Персонаж       | Знаменитость      | Профессия              | Эпизоды | Эпизоды | Эпизоды | Эпизоды | Эпизоды | Эпизоды | Эпизоды | Эпизоды | Эпизоды | Эпизоды | Эпизоды | Эпизоды |
| Персонаж       | Знаменитость      | Профессия              | 1       | 2       | 3       | 4       | 5       | 6       | 7       | 8       | 9       | 10      | 11      | 12      |
| -------------- | ----------------- | ---------------------- | ------- | ------- | ------- | ------- | ------- | ------- | ------- | ------- | ------- | ------- | ------- | ------- |
| Козёл          | Сильверо Перейра  | актер, режиссер        |         |         |         |         |         |         |         |         |         |         |         |         |
| Ленивец        | Людмила Аньос     | певица, актриса        |         |         |         |         |         |         |         |         |         |         |         |         |
| Русалка        | Эвелин Кастро     | актриса, комедиантка   |         |         |         |         |         |         |         |         |         |         |         |         |
| Свинья         | Луиза Посси       | певица, автор песен    |         |         |         |         |         |         |         |         |         |         |         |         |
| Мама Авокадо   | Валерия Барселлос | актриса, певица        |         |         |         |         |         |         |         |         |         |         |         |         |
| Муравей        | Тати Мачадо       | телеведущая, журналист |         |         |         |         |         |         |         |         |         |         |         |         |
| Салат          | Эмилио Дантас     | певец, композитор      |         |         |         |         |         |         |         |         |         |         |         |         |
| Кукушка        | Диого Алмейда     | актер, психолог        |         |         |         |         |         |         |         |         |         |         |         |         |
| Клевер         | Кароль Конка      | певица, автор песен    |         |         |         |         |         |         |         |         |         |         |         |         |
| Книга          | Supla             | певец, музыкант        |         |         |         |         |         |         |         |         |         |         |         |         |
| Чай            | Аселину Фрейтас   | боксер, спортсмен      |         |         |         |         |         |         |         |         |         |         |         |         |
| Малыш Пришелец | Лоуро Мане        | вымышленный персонаж   |         |         |         |         |         |         |         |         |         |         |         |         |

 Участник стал победителем шоу
 Участник занял второе место
 Участник занял третье место
 Участник прошёл дальше
 Участник стал номинантом на выбывание, но остался в шоу
 Участник покинул шоу и раскрыл свою личность
 Участник не принимал участие в этом эпизоде
 Участник был спасён от исключения с помощью "Звонка Спасения"
 Участник угадал личность аватара и спасся от исключения